# Juan Luis Lorda Iñarra
Juan Luis Lorda Iñarra (24 de gener de 1955, Pamplona) és un enginyer industrial, doctor en teologia i professor agregat de teologia dogmàtica de l'institut d'antropologia i ètica a la Universitat de Navarra. Fou ordenat sacerdot el 1983 i incardinat a la prelatura de l'Opus Dei.
Va graduar-se en enginyeria industrial el 1977, es doctorà en teologia el 1982 i des del 1983 és professor de teologia dogmàtica i d'antropologia cristiana a la facultat de teologia de la Universitat de Navarra. Ha col·laborat també en Alfa i Omega.
Actualment col·labora amb altres revistes com Palabra, Nuestro Tiempo i Aceprensa, a més de la premsa diària a Diario de Navarra, La Gaceta de los Negocios i El País.